# Evelyn García Marroquín
Evelyn Yessenia García Marroquín (Santa Ana, 29 de desembre de 1982) és una ciclista salvadorenca que fou professional del 2005 al 2015. Va participar en tres edicions dels Jocs Olímpics.

## Palmarès en ruta
- 2003
  - 1a a la Volta a Guatemala i vencedora de 3 etapes
- 2004
  - 1a a la Volta a El Salvador i vencedora de 3 etapes
- 2006
  - Campiona de El Salvador en ruta
  - Campiona de El Salvador en contrarellotge
  - Vencedora d'una etapa a la Volta a El Salvador
- 2007
  - Campiona de El Salvador en ruta
  - Campiona de El Salvador en contrarellotge
  - 1a a la Volta a El Salvador i vencedora de 3 etapes
- 2009
  - Campiona de El Salvador en ruta
  - Campiona de El Salvador en contrarellotge
  - 1a a la Volta a Costa Rica i vencedora de 3 etapes
  - 1a a la Volta a Guatemala i vencedora de 2 etapes
- 2010
  - Campiona de El Salvador en ruta
  - Campiona de El Salvador en contrarellotge
  - 1a a la Volta a Costa Rica i vencedora de 3 etapes
  - 1a a la Volta a Guatemala i vencedora d'una etapa
- 2011
  - Campiona de El Salvador en ruta
  - Campiona de El Salvador en contrarellotge
- 2012
  - 1a al Gran Premi GSB
- 2013
  - Medalla als Jocs Centreamericans en contrarellotge
  - Vencedora d'una etapa a la Volta a Costa Rica
- 2015
  - Campiona de El Salvador en ruta
  - Campiona de El Salvador en contrarellotge

## Palmarès en pista
- 2007
  - Medalla d'or al Campionat del món B en Persecució